# Konsul Reepen
Die Konsul Reepen war ein 1914 gebauter Fischdampfer, der nach Fertigstellung von der Marine eingezogen wurde und als Kriegsfeuerschiff sowie Vorpostenboot diente. Nach dem Ersten Weltkrieg fuhr es als Fischdampfer und wurde im Zweiten Weltkrieg erneut von der Marine eingezogen. 1941 gab die Marine das Schiff an die Reederei zurück, 1944 sank es nach einem Minentreffer.

## Bau und technische Daten
Das Schiff wurde für die Reederei Hochseefischerei J. Wieting 1914 bei der Schiffbau-Gesellschaft Unterweser in Bremerhaven-Lehe unter der Baunummer 101 auf Kiel gelegt und lief am 11. Juli 1914 vom Stapel.
Ihre Länge betrug 40,25 Meter, sie war 7,08 Meter breit und wies einen Tiefgang von 2,78 Metern auf. Ihre Tonnage betrug 475 Tonnen beziehungsweise 237 BRT. Der Antrieb bestand aus einer Dreizylinder Dreifach-Expansionsmaschine der Ottensener Maschinenfabrik in Altona, die 450 PS erzielte und auf eine Schraube wirkte. Damit erreichte das Schiff 10 Knoten. Bei dieser Geschwindigkeit hatte es eine Reichweite von 4480 Seemeilen. In der Kaiserlichen Marine hatte sie eine Mannschaft von 13 Offizieren und Mannschaften. Als Bewaffnung trug sie zunächst eine 37-mm-Revolverkanone, ab 21. Dezember 1915 ein 52-mm-Schnellfeuergeschütz, 1918 dann ein 88-mm- und ein 37-mm-Geschütz sowie zwei Wasserbombenwerfer.

## Geschichte
Das Schiff erhielt nach der Ablieferung und Indienststellung am 31. Juli 1914 noch das Fischereikennzeichen BX 124, wurde jedoch sofort der Kaiserlichen Marine übergeben. Diese wies das Schiff nach Beginn des Ersten Weltkrieges am 2. August als Kriegsfeuerschiff D einer Position auf der Jade zu. Ein Jahr später, am 24. September 1915, wurde es der Küstenschutz-Division Ems zugewiesen, im Januar 1918 dann der 2. Geleitflottille/VII. Halbflottille als Vorpostenboot.
Nach Ende des Ersten Weltkrieges erhielt die Reederei das Schiff am 26. November 1918 zurück, die es nun zum Fischfang einsetzte. 1930 erhielt die Konsul Reepen das Fischereikennzeichen ON 122, am 4. September 1934 mit Übernahme durch die „Nordsee“ Deutsche Hochseefischerei AG in Wesermünde das Kennzeichen PG 433. Diese benannte den Dampfer am 13. November 1935 in Elbe mit der Kennzeichnung PG 433 um.
Nach Beginn des Zweiten Weltkrieges übernahm die Kriegsmarine das Schiff und wies es am 9. August 1940 dem Unternehmen Seelöwe, der geplanten Invasion Großbritanniens, zu. Bereits am 7. März 1941 gab die Marine das Schiff an den Eigner zurück. Am 8. September 1944 lief die Elbe in der Wesermündung auf eine Mine und sank.